# Nádi papagájcinege
A nádi papagájcinege vagy rózsás papagájcsőrű cinege (Paradoxornis heudei) a verébalakúak (Passeriformes) rendjébe, ezen belül az óvilági poszátafélék (Sylviidae) családjába tartozó, 18-20 centiméter hosszú madárfaj.
Kína, Mongólia és Oroszország vízpartjain, nádasaiban él. Életterületeinek csökkenése veszélyezteti. Alapvetően rovarevő. Májustól augusztusig költ.

## Alfajai
Két alfaja ismert: a P. h. paradoxus (David, 1872), amely Kína középső keleti részén él, valamint a P. h. polivanovi (Stepanyan, 1974), ami Kína, Mongólia és Oroszország határvidékén fordul elő. Ez utóbbit külön fajként is kezelik.

## Fordítás
- Ez a szócikk részben vagy egészben  a   Reed parrotbill című angol Wikipédia-szócikk fordításán alapul.  Az eredeti cikk szerkesztőit annak laptörténete sorolja fel. Ez a jelzés csupán a megfogalmazás eredetét és a szerzői jogokat jelzi, nem szolgál a cikkben szereplő információk forrásmegjelöléseként.